# Список галактик-спутников галактики Андромеды
Подгруппа Андромеды — часть местной группы галактик, включающая в себя галактику Андромеды и все её галактики-спутники, гравитационно связанные с ней. С Андромедой гравитационно связано по меньшей мере около 14 карликовых галактик, самыми яркими из которых являются M 32 и M 110. Остальные спутники гораздо тусклее, большинство было открыто начиная с 1970-х годов. Андромеда IV не является спутником, как установили в 2014 году, так как находится в 10 раз дальше от Млечного Пути, чем сама галактика Андромеды.
11 января 2006 года было объявлено, что тусклые галактики-спутники Андромеды находятся близко или на одной плоскости, проходящей через центр Андромеды. Такое расположение неожиданно в контексте современных моделей формирования галактик. Плоскость, в которой расположены галактики-спутники, направлена в сторону соседней группы галактик (группа M81), возможно, повторяя крупномасштабное распределение тёмной материи.

## Список известных спутников
Таблица спутников Галактики Андромеды, отсортированных здесь по дате открытия (орбитальное расстояние неизвестно).
| Название                                                  | Тип     | Расстояние от Солнца (в млн. световых лет) | Звёздная величина | Год открытия |
| --------------------------------------------------------- | ------- | ------------------------------------------ | ----------------- | ------------ |
| M32                                                       | dE2     | 2.48                                       | +9.2              | 1749         |
| M110                                                      | dE6     | 2.69                                       | +9.4              | 1773         |
| NGC 185                                                   | dE5     | 2.01                                       | +11               | 1787         |
| NGC 147                                                   | dE5     | 2.2                                        | +12               | 1829         |
| Андромеда I                                               | dSph    | 2.43                                       | +13.2             | 1970         |
| Андромеда II                                              | dSph    | 2.13                                       | +13               | 1970         |
| Андромеда III                                             | dSph    | 2.44                                       | +10.3             | 1970         |
| Андромеда V                                               | dSph    | 2.52                                       | +15.4             | 1998         |
| Карликовая сфероидальная в Пегасе (Андромеда VI)          | dSph    | 2.55                                       | +14.5             | 1998         |
| Карликовая в Кассиопее (Андромеда VII)                    | dSph    | 2.49                                       | +12,9             | 1998         |
| Андромеда VIII                                            | dSph    | 2.7                                        | +9.1              | 2003         |
| Андромеда IX                                              | dSph    | 2.5                                        | +16.2             | 2004         |
| Андромеда X                                               | dSph    | 2.9                                        | +16.2             | 2005         |
| Андромеда XI                                              |         |                                            |                   | 2006         |
| Андромеда XII*                                            |         |                                            |                   | 2006         |
| Андромеда XIII                                            |         |                                            |                   | 2006         |
| Андромеда XIV*                                            |         |                                            |                   | 2007         |
| Андромеда XV                                              |         |                                            |                   | 2007         |
| Андромеда XVI                                             |         |                                            |                   | 2007         |
| Андромеда XVII                                            |         |                                            |                   | 2008         |
| Андромеда XVIII*                                          |         |                                            |                   | 2008         |
| Андромеда XIX                                             |         |                                            |                   | 2008         |
| Андромеда XX                                              |         |                                            |                   | 2008         |
| Андромеда XXI                                             |         |                                            |                   | 2009         |
| Андромеда XXII*                                           |         |                                            |                   | 2009         |
| Андромеда XXIII                                           |         |                                            |                   | 2011         |
| Андромеда XXIV                                            |         |                                            |                   | 2011         |
| Андромеда XXV                                             |         |                                            |                   | 2011         |
| Андромеда XXVI                                            |         |                                            |                   | 2011         |
| Андромеда XXVII                                           |         |                                            |                   | 2011         |
| Андромеда XXVIII                                          |         |                                            |                   | 2011         |
| Андромеда XXIX                                            |         |                                            |                   | 2011         |
| Приливное северо-западное течение (Приливной поток E и F) |         |                                            |                   | 2009         |
| Приливное Юго-западное течение                            |         |                                            |                   | 2009         |
| Галактика Треугольника * (M33)                            | SA(s)cd | 2.59                                       | +6.27             | 1654?        |

* Неизвестно, являются ли эти галактики спутниками Галактики Андромеды.

## Взаимодействие с Андромедой
Новые изображения, полученные космическим телескопом Спитцер, пролили свет на беспокойное прошлое галактики Андромеды. Изображения показывают, что одна из её галактик-спутников, M32, прошла через один из спиральных рукавов Андромеды несколько миллионов лет назад. Инфракрасные фотографии двух спиральных рукавов Андромеды показывают, что они и выпуклое звездообразующее кольцо являются отдельными структурами. На снимках также видно отверстие, вокруг которого кольца выглядят разделившимися на дуги. Это отверстие, как считают астрономы, пробила M32 в галактическом диске Андромеды.